# Delosperma wilmaniae
Delosperma wilmaniae är en isörtsväxtart som beskrevs av Lavis. Delosperma wilmaniae ingår i släktet Delosperma, och familjen isörtsväxter. Inga underarter finns listade i Catalogue of Life.